# Sepasitik
Sepasitik, auch Püsku-Sitik ist eine unbewohnte Insel, 700 Meter von der größten estnischen Insel Saaremaa entfernt. Sie gehört zur Landgemeinde Saaremaa im Kreis Saare. Die sechs Hektar große Insel liegt im Nationalpark Vilsandi. Jagen ist auf der Insel verboten.